# Euprognatha rastellifera
Euprognatha rastellifera är en kräftdjursart som beskrevs av William Stimpson 1871. Euprognatha rastellifera ingår i släktet Euprognatha och familjen Inachoididae.

## Underarter
Arten delas in i följande underarter:
- E. r. marthae
- E. r. rastellifera